# 朗巴勒
朗巴勒（法語：Lamballe，法語發音：[lɑ̃bal]）是法国阿摩尔滨海省的一个旧市镇，位于该省东部，属于圣布里厄区。2016年1月1日起，相邻的梅兰并入朗巴勒。2019年1月1日，朗巴勒和相邻的莫里约和普朗格努阿勒合并为新市镇朗巴勒阿摩尔（Lamballe-Armor），朗巴勒为新市镇行政中心。

## 地理
朗巴勒（48°28'7"N, 2°31'4"W）面积76.29 平方千米，位于法国布列塔尼大區阿摩尔滨海省，该省份为法国西北部沿海省份，位于布列塔尼半岛北部，北濒大西洋英吉利海峡，西接菲尼斯泰尔省，南至莫尔比昂省，东临伊勒-维莱讷省。
与朗巴勒接壤的市镇（或旧市镇、城区）包括：昂代勒、科埃特米约、埃南萨勒、朗代昂、拉马卢尔、梅兰、努瓦亚勒、庞吉利、普朗格努阿勒、普莱代利亚克、普莱唐、坎特尼克、圣阿尔邦、圣里厄尔、圣特里莫埃勒。
朗巴勒的时区为UTC+01:00、UTC+02:00（夏令时）。

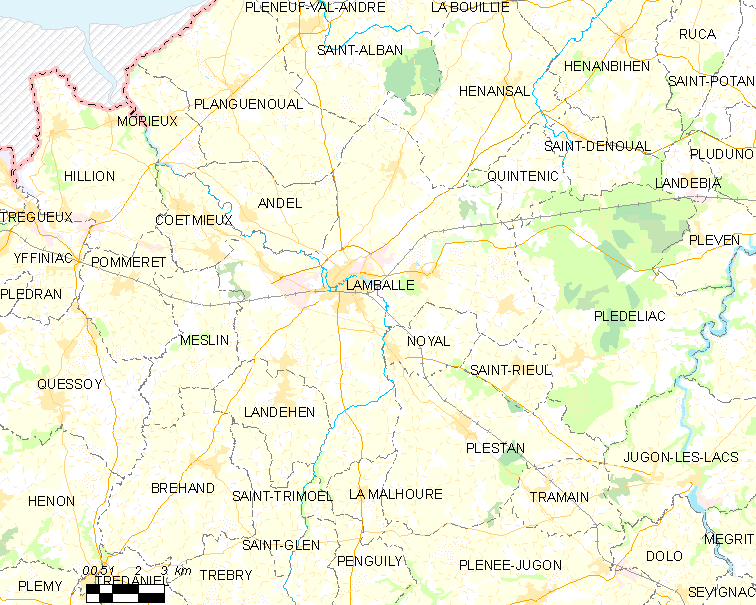
朗巴勒的OSM定位图

## 行政
朗巴勒的邮政编码为22400，INSEE市镇编码为22093。

## 政治
朗巴勒所属的省级选区为朗巴勒阿摩尔县。

## 交通
朗巴勒站是这一地区的一个小型铁路枢纽。

## 人口

1962-2008年间朗巴勒人口变化图示

朗巴勒于2018年1月1日时的人口数量为12579人。